# Arp 220
Arp 220 is een peculiair sterrenstelsel in het sterrenbeeld Slang. Het is opgenomen als een sterrenstelsel met nabije lussen (loops) in de Atlas of Peculiar Galaxies van Halton Arp. Arp 220 is de meest nabije ULIRG en wordt ook geclassificeerd als een Seyfert-stelsel.

## Ontdekking
Arp 220 is op 4 mei 1866 ontdekt door Truman Henry Safford en werd door Johan Dreyer opgenomen in de Indexcatalogus als IC 1127. Het object werd herontdekt op 25 juli 1903 door Stephane Javelle en opgenomen in de Index Catalogus als IC 4553. Later werd geconcludeerd dat dit dezelfde objecten zijn.

## Eigenschappen

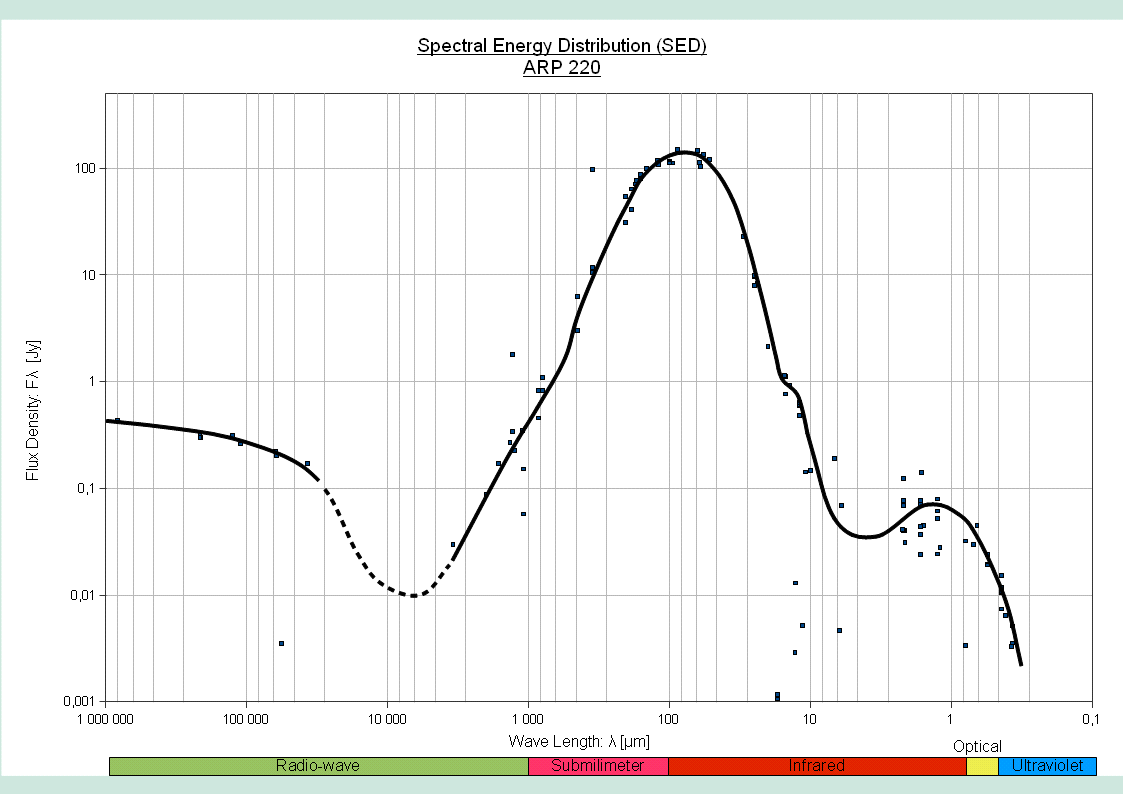
De spectrale energieverdeling van Arp 220

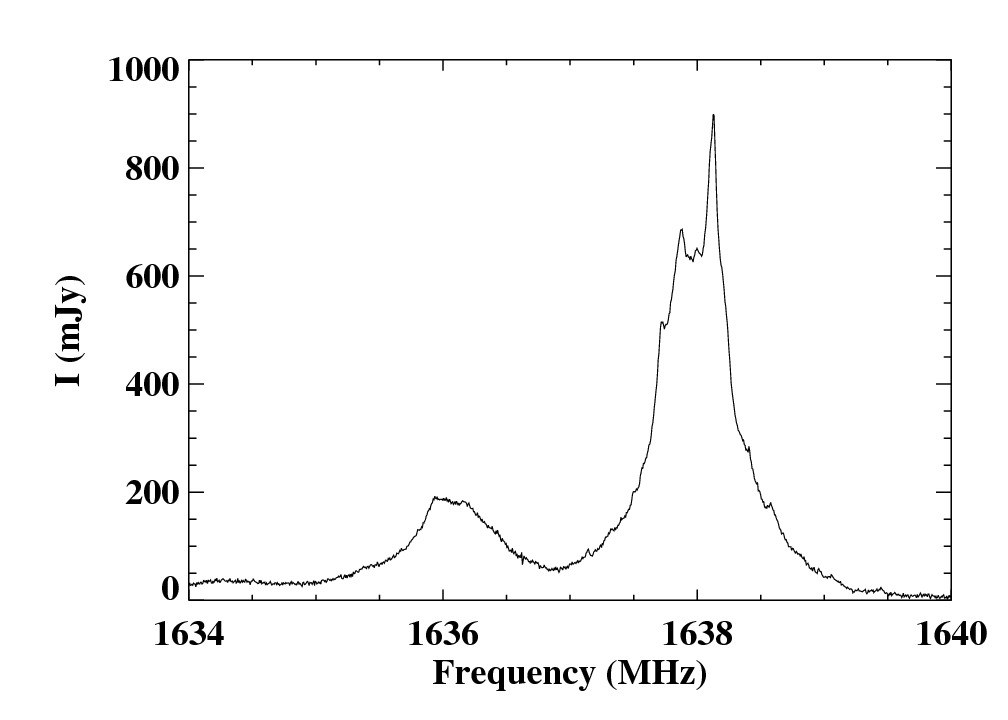
OH megamaser emissie van Arp 220

Op basis van de lussen nabij Arp 220 (die lijken op delen van spiraalarmen) die zijn te zien op diepe optische foto's is geconcludeerd dat Arp 220 het resultaat is van het samensmelten van sterrenstelsels, een proces dat ongeveer 700 miljoen jaar geleden begon. In het nabij-infrarood is te zien dat Arp 220 een dubbele kern heeft die afkomstig is van de twee samensmeltende stelsels.
In de jaren 1980 werd ontdekt door metingen met de IRAS satelliet bij 100 micron dat Arp 220 de meest energie uitstraalt in het infrarood (bijna honderdmaal meer bij 100 micron dan in het blauw bij 500 nanometer). De lichtkracht van Arp 220 (1012 L☉) is veel groter dan die van normale sterrenstelsels. Het centrum van Arp 220 is onzichtbaar door grote hoeveelheden stof dat de optische straling in dit gebied absorbeert en weer uitstraalt in het ver-infrarood. Daardoor zijn sterrenstelsels zoals Arp 220 ook zeer helder in het submillimeter gebied en worden wel submillimeterstelsels of SCUBA-stelsels (naar het instrument op de James Clerk Maxwell Telescope dat gebruikt werd om ze te detecteren) genoemd. De meeste geabsorbeerde optische straling is afkomstig van een groot aantal open sterrenhopen die het gevolg zijn van een starburst die optrad na het samensmelten van de twee stelsels. 
In 1982 werd de aanwezigheid van zeer sterke maseremissie in Arp 220 aangetoond, afkomstig van OH in de kern van het stelsel. Deze emissie wordt megamaser genoemd. Daarnaast vertoont Arp 220 ook maseremissie van H2O.

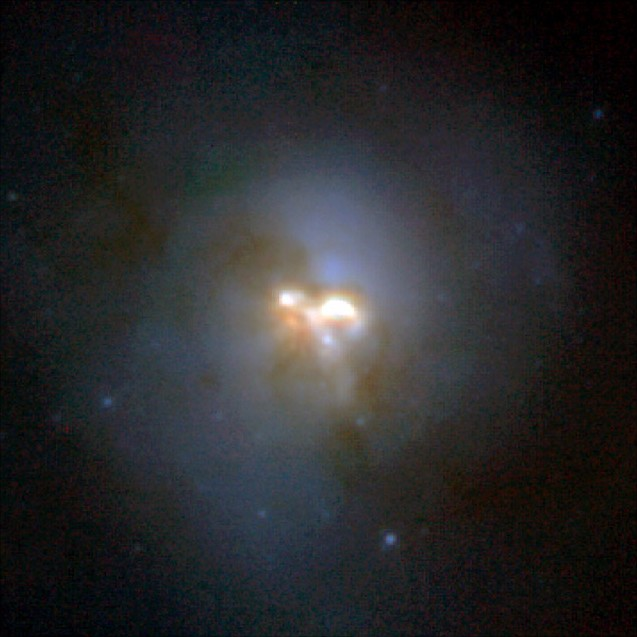
Nabij-infrarood opname van Arp 220 met twee kernen